# Safahat
Safahat és l'obra d'un eminent poeta nacional turc, Mehmet Âkif Ersoy que és un dels últims poetes clàssics de la literatura turca. El llibre consta de 7 fullets i inclou 11.240 versos i 108 poemes diferents. Aquests 7 fullets són: Safahat (1911), Süleymaniye Kürsüsünde (1912), Hakkın Sesleri (1913), Fatih Kürsüsünde (1914), Hatıralar (1917), Asım (1924) i Gölgeler (1933).